# Gratiszeitung
Gratiszeitungen sind periodisch (täglich oder wöchentlich) erscheinende, kostenlos verteilte Printmedien mit redaktionellen Inhalten. Die Finanzierung erfolgt ausschließlich aus Anzeigenerlösen. Die Verteilung erfolgt in der Regel entweder im öffentlichen Raum (z. B. an Haltestellen öffentlicher Verkehrsmittel bei Pendlerzeitungen) oder an alle Haushalte in einem bestimmten Erscheinungsgebiet (regionale Gratis-Wochenzeitungen, in Deutschland Anzeigenblätter, in der Schweiz Anzeiger genannt). Der Großteil der Gratiszeitungen erscheint im Tabloid- bzw. Kleinformat. Die inhaltliche Ausrichtung von Gratiszeitungen, der Anteil der redaktionellen, von den Anzeigen unabhängigen Berichterstattung sowie deren Qualität sind äußerst unterschiedlich. Pauschalurteile über diese Mediengattung beherrschen oft die Diskussion, sind aber letztlich nicht haltbar, da sie oft mit Gegenbeispielen widerlegbar sind.
Den Markteintritt von Gratiszeitungen empfanden die jeweils etablierten Kaufzeitungsverlage seit je als Bedrohung. Als Reaktion darauf versuchten sie in der Vergangenheit vergeblich, durch rechtliche Auseinandersetzungen ein Verbot der Gratiskonkurrenz zu erreichen. Mittlerweile haben Gratiszeitungen einen Siegeszug rund um den Erdball angetreten, und die etablierten Kaufzeitungsverlage sind teilweise selbst in das Gratiszeitungsgeschäft eingestiegen.
(Neue) Gratistitel verdoppelten ihre Auflagen seit 2002 nach Angaben des Weltverbands der Zeitungen vom Mai 2007 auf zusammen 41 Millionen Exemplare, die vor allem Jugendliche lesen.

## Geschichte der Gratis-Tageszeitungen
Als erste Gratis-Tageszeitung der Welt gilt heute der Manly Daily, der erstmals im Juli 1906 in New South Wales (Australien) erschien. Er umfasste zwei Seiten und hatte eine Auflage von 1000 Exemplaren. Es gibt ihn noch (Auflage: 91.000), inzwischen in Murdochs News Corporation.
Die Geschichte der kostenlosen Tageszeitungen in den USA geht zurück in die 40er Jahre. Der Verleger Dean Lesher gründete in Walnut Creek die Zeitung Contra Costa Times, die bis in die 60er Jahre hinein kostenlos blieb. Die Zeitung gehört heute zu MediaNews, dem viertgrößten Zeitungsverlag der USA.
Ihren Siegeszug in Europa erlebte die Gratis-Tageszeitung mit der Gründung von metro 1995 in Stockholm. Metro International ist in Europa heute in der Tschechischen Republik, Ungarn, den Niederlanden, Finnland, Italien, Polen, Griechenland, Spanien, Dänemark, Frankreich und Portugal aktiv. Ausgaben in der Schweiz und dem Vereinigten Königreich wurden wieder eingestellt. Die Schibsted-Verlagsgruppe ist mit ihrem Gratis-Tageszeitungskonzept 20 Minuten in Frankreich und Spanien engagiert. Die Ausgabe in der Schweiz wurde dem Schweizer Medienunternehmen Tamedia verkauft.

## Deutsche Gratiszeitungen
In Deutschland erscheinen zahlreiche regionale Wochen- oder Sonntagsblätter als Gratiszeitungen mit sehr unterschiedlichen Redaktionsanteilen. Eine umstrittene und mittlerweile überholte Rechtsprechung (die Verfahren wurden durch die etablierten Kaufzeitungsverlage angestrengt) aus den 1970er und 1980er Jahren untersagte es den Gratisblättern, sich „Zeitung“ zu nennen. Daher entstand der – ausschließlich in Deutschland gebräuchliche – Gattungsbegriff „Anzeigenblätter“ die im Volksmund auch als Käseblatt bezeichnet werden.
Der Versuch der Schibsted-Verlagsgruppe im Jahre 1999, in Köln die Gratis-Tageszeitung 20 Minuten zu lancieren, mündete in den so genannten Kölner Zeitungskrieg. Die ansässigen Kaufzeitungsverlage DuMont und Axel Springer reagierten mit der Herausgabe von Konkurrenz-Gratisblättern und brachen einen langwierigen Rechtsstreit vom Zaun. Schibsted zog sich 2001 mit herben Verlusten vom deutschen Markt zurück, die beiden Kölner Konkurrenzblätter wurden ebenfalls eingestellt. Erst 2003 entschied der Bundesgerichtshof, dass Gratiszeitungen wettbewerbsrechtlich unbedenklich und daher im Sinne der Pressefreiheit erlaubt sind. Eine gegen dieses Urteil eingelegte Verfassungsbeschwerde wurde im Jahre 2007 vom Bundesverfassungsgericht nicht angenommen und in der Sache nicht entschieden, da sich der konkrete Anlass wegen der Einstellung der Produkte in Köln erledigt hatte. Eine endgültige Entscheidung über die verfassungsrechtliche Zulässigkeit steht weiter aus.

## Schweizer Gratiszeitungen
Die größten Schweizer Gratiszeitungen sind die in Millionenauflagen gedruckten Blätter der Grossverteiler, Coopzeitung und Migros-Magazin. Daneben gibt es seit langem viele lokale und regionale Gratisanzeiger.
Am 7. Dezember 1986 erschien das Neue Sonntagsblatt als kostenlose Pendlerzeitung. Das Projekt wurde von den regionalen Verlagen der Berner Zeitung, der Basler Zeitung, der Bündner Zeitung, der St. Galler Zeitung und des Vaterlands lanciert. Initiator war der frühere Chefredaktor des Züri Leu und Gründer der Züri-Woche (1982) Karl Lüönd, die verlegerische Leitung hatte Beat Curti, der damalige Besitzer der Züri-Woche und des Schweizerischen Beobachters. Das Projekt scheiterte bereits Mitte November 1987 nach dem Entscheid der Berner Zeitung, kurzfristig aus dem Projekt auszusteigen.
Die Gratiszeitung 20 Minuten wurde 1999 vom norwegischen Medienunternehmen Schibsted gegründet. Sie verdrängte 2002 die etwa gleichzeitig vom schwedischen Medienunternehmen Metro International gegründete Konkurrentin Metropol vom Markt und wurde 2005 vom Schweizer Medienunternehmen Tamedia übernommen. 2006 gründete Tamedia die französische Ausgabe 20 minutes und 2011 als Joint Venture zusammen mit der Tessiner Zeitung laRegione die italienische, 20 minuti. 20 Minuten produziert Regionalausgaben Zürich, Bern, Basel, Luzern und St. Gallen und ist seit 2004 die auflagen- und leserstärkste Tageszeitung der Schweiz; sie hat 1.332.000 Leser. 20 minutes mit Regionalausgaben in Lausanne und Genf und 20 minuti in Lugano-Bregassona haben 500.000 bzw. 92.000 beglaubigte Leser.
Zwischen September 2006 und März 2009 lag schweizweit in 1100 Kiosken täglich von Montag bis Freitag die Wirtschaftszeitung Cash daily auf. Im März 2009 wurde die Zeitung eingestellt.
In der Westschweiz gab es von 2005 bis 2009 Le Matin Bleu (353.000 Leser, zur Tageszeitung Le Matin) des Lausanner Medienunternehmens Edipresse. Nach der Übernahme der Schweizer Aktivitäten von Edipresse durch Tamedia wurde Le Matin Bleu eingestellt.
Am 19. September 2007 erschien erstmals die neue Gratiszeitung .ch.  Als Gegenmaßnahme gab Tamedia zusammen mit der Berner und der Basler Zeitung kurz darauf die Gratiszeitung News heraus. .ch verlor den Verdrängungskampf und wurde 2009 eingestellt. Einige Monate danach wurde auch News wieder eingestellt.
2006 gab der Schweizer Medienkonzern Ringier die Abend-Gratiszeitung heute und 2008 deren Nachfolgeblatt Blick am Abend heraus. Dieser erreicht 550.000 beglaubigte Leser.
Eine regionale Gratiszeitung in der Schweiz ist das Biel Bienne vom Büro Cortesi. Biel Bienne wird jede Woche in alle Haushaltungen der Region Biel, Seeland, Berner Jura und der Stadt Grenchen verteilt (Reichweite 104.000 Leser gemäss WEMF MACH Basic 2018-II). Biel Bienne ist zweisprachig, alle Artikel sind in Deutsch und Französisch geschrieben (meist vom selben Autor, also nicht übersetzt). Das Biel Bienne ist damit wichtiger Bestandteil der bilingualen Kultur Biels. Biel Bienne wurde 1978 von Mario Cortesi gegründet. Im Volksmund wird das Biel Bienne auch „Cortesi-Blick“ genannt, in Anspielung auf das Boulevardblatt Blick.

## Österreichische Gratiszeitungen
Als regionale Wochenzeitungen haben sich Gratiszeitungen in der österreichischen Medienlandschaft längst ihren Platz erobert. Sie erscheinen meist in mehreren Mutationen als Gratiszeitungsringe und auch Bundesländer übergreifend. Unter dem Dach der Regionalmedien Austria (RMA) erscheinen in ganz Österreich insgesamt 139 Zeitungen der Marken bz-Wiener Bezirkszeitung, Bezirksblätter Burgenland, Niederösterreich, Salzburg und Tirol, WOCHE Kärnten und Steiermark, der Kooperationspartner Bezirksrundschau Oberösterreich und Regionalzeitungen Vorarlberg, sowie Grazer, Kärntner Regionalmedien, Brennpunkt Schwaz und Wörgler & Kufsteiner Rundschau. Verbandsmäßig organisiert sind alle österreichischen Gratiszeitungen im Verband der Regionalmedien Österreichs (VRM).
Die Ära der Gratis-Tageszeitungen in Österreich begann in Wien im Jahre 2001. Als ein internationaler Konzern für Wien eine tägliche Gratis-Tageszeitung plante, warf der Verlag der Kronen Zeitung, der reichweitenstärksten Zeitung Österreichs, selbst ein tägliches Gratisblatt auf den Markt, nämlich den in der Wiener U-Bahn verteilten U-Express. Um die Mutterzeitung nicht allzu sehr zu konkurrenzieren, allerdings ohne einige publikumswirksame Elemente (wie z. B. das Fernsehprogramm). Der U-Express wurde gegen den Willen von Krone-Chef Hans Dichand auf Wunsch des deutschen Miteigentümers WAZ nach wenigen Jahren im März 2004 eingestellt. Nur wenige Monate später, im September 2004, erschien aber eine neue, kostenlose und etwas umfangreichere Zeitung für die U-Bahn namens Heute. Medieninhaber ist die AHVV Verlags GmbH. Als Geschäftsführerin fungiert neben Wolfgang Jansky die Schwiegertochter des verstorbenen Krone-Chefs Hans Dichand, Eva Dichand. Sie ist zudem Herausgeberin des Blattes.
Heute ist mittlerweile nach Niederösterreich, Graz, Linz und Wels expandiert. In Graz ist ihr die Styria Media Group (Kleine Zeitung) zuvorgekommen. Seit dem 22. Mai 2006 gab Styria dort die Gratis-Tageszeitung OK heraus. Im Juli 2007 zogen sich sowohl Heute als auch OK zeitgleich aus Graz zurück.
In Wien wird seit 2006 eine Gratisausgabe der Tageszeitung Österreich über Auslagekästen verteilt.
Weitere Gratis-Tageszeitungen erscheinen in Oberösterreich mit Oberösterreichs Neue vom Medienhaus Wimmer sowie in Tirol die Tiroler Tageszeitung Kompakt.
Laut Sektion 8 der SPÖ Wien bestehen (Februar 2017) etwa 800 Selbstentnahmeboxen von Heute und Österreich vor allem bei U-Bahn-Stationen. Diese Sektion betrieb ein Verbot auch wegen des Anfalls von Reinigungskosten durch weggeworfene Zeitungen, ihr Antrag erhielt jedoch am Landesparteitag im April 2017 keine Mehrheit.

## Gratiszeitungen in Luxemburg
In Luxemburg erscheint seit 10. Oktober 2007 die Gratiszeitung L’essentiel in einer Tochtergesellschaft des Verlags Editpress, welcher mit dem Tageblatt die zweitgrößte Tageszeitung des Landes herausgibt. Am 27. November 2007 reagierte der Verlag Saint-Paul, dessen Haupttitel D’Wort die auflagenstärkste Zeitung ist, mit dem ebenfalls kostenlosen Titel Point24. Beide Publikationen sind ausschließlich in französischer Sprache verfasst, auch die inhaltliche und optische Gestaltung ähnelt den gängigen Gratiszeitungen im benachbarten Frankreich. Point24 wurde Ende 2012 wieder eingestellt.